# اریک گرتس
اریک گرتس (به بلژیکی: Eric Gerets) بازیکن فوتبال اهل بلژیک و عضو تیم ملی فوتبال بلژیک است که در تاریخ ۲۷ سپتامبر ۱۹۷۵ میلادی اولین بازی ملی‌اش را مقابل تیم ملی فوتبال جمهوری دمکراتیک آلمان انجام داد. او در ۸۵ بازی ملی حضور داشت و جمعاً ۷۴۵۰ دقیقه برای تیم ملی فوتبال بلژیک به میدان رفت. اریک گرتس آخرین بازی ملی خود را در تاریخ ۲۷ مارس ۱۹۹۱ میلادی در برابر تیم ملی فوتبال ولز انجام داد. وی در بازی‌های ملی‌اش ۳ گل به ثمر رساند.